# Castres-Massaguel Volley-Ball
Le Castres-Massaguel Volley-Ball est un club français de volley-ball, fondé en 1977 et basé à Castres (Tarn), évoluant pour la saison 2023-2024 en Pré-nationale masculine (sixième niveau national).

## Historique

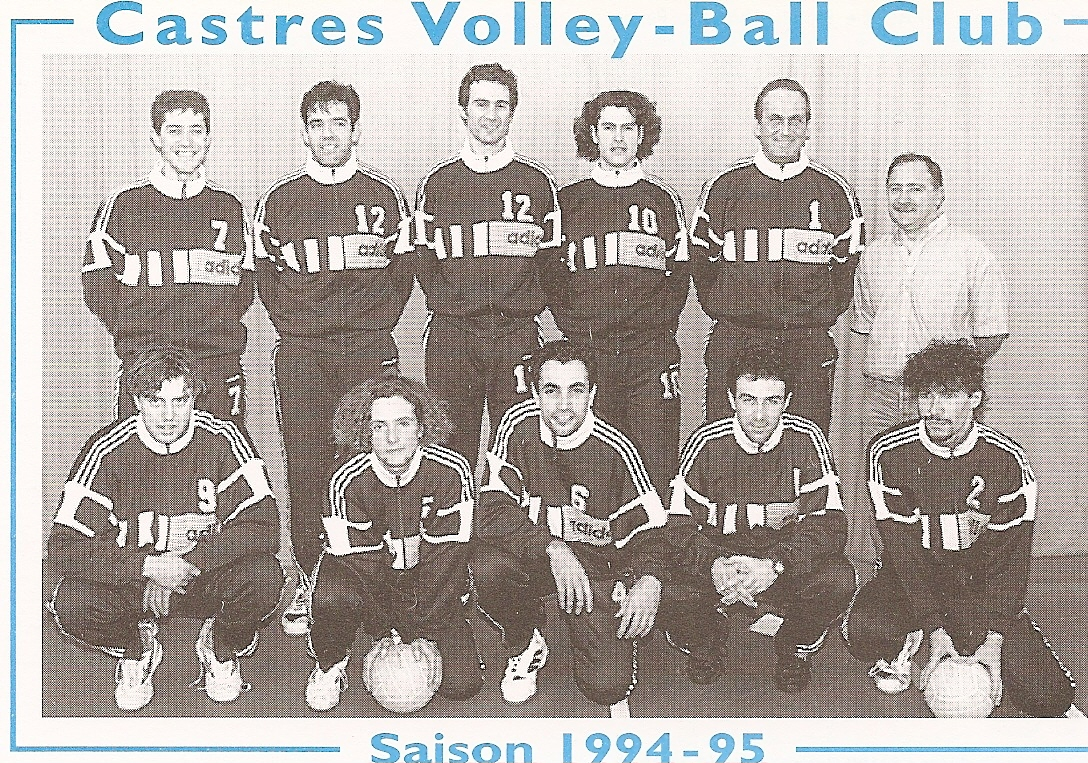
Equipe promue en Ligue B en 1994-1995

- 1977 : Création du club en juillet.
- 1995 : Meilleur 2e de Nationale 2 et montée en Nationale 1B (future Pro B).
- 1999 : Deuxième de Pro B et relégation administrative en Nationale 2.
- 2006 : Champion de France de Nationale 2 et montée en Nationale 1.
- 2008 : Descente en Nationale 2
- 2010 : Fusion avec le club des Écureuils de Massaguel, naissance du Castres Massaguel Volley-Ball
- 2011 : Champion de France de Nationale 3 et montée en Nationale 2.
- 2012 : Champion de France de Nationale 2 et montée en Nationale 1.

## Palmarès
- Finaliste Pro B 1999
- Champion de France Nationale 2 en 2006 et 2012
- Champion de France Nationale 3 2011

## Joueurs et personnalités du club

### Entraîneurs
- 1994-1996 :  Wiesław Czaja
- 1997-2000 :  Olivier Lardier
- 2005-2007 :  Jean-René Akono
- Erik Arjona
- Grégory Verscheure